# Ambala
Ambala (hindi अम्बाला) – miasto w Indiach (Hariana), na północ od Delhi.
Liczba mieszkańców w 2011 wynosiła 195 153; dla porównania, w 1971 było to 102,5 tys.
Przemysł spożywczy, bawełniany, szklarski i papierniczy. Węzeł kolejowy i drogowy.